# Stone (singel Alice in Chains)
Stone – drugi singel amerykańskiego zespołu muzycznego Alice in Chains, promujący opublikowany w maju 2013 nakładem wytwórni Capitol piąty album studyjny The Devil Put Dinosaurs Here. Singel został wydany 25 marca 2013 za pośrednictwem rozgłośni radiowych. Kompozycję zamieszczono na trzeciej pozycji na płycie. Jej czas trwania wynosi 4 minuty i 22 sekundy, co sprawia, że „Stone” jest najkrótszym utworem wchodzącym w skład albumu. Autorem tekstu i kompozytorem jest Jerry Cantrell. Singel został wydany na nośniku CD oraz w formacie digital download.
Utwór Alice in Chains okazał się przebojem w rozgłośniach emitujących muzykę rockową. Jako piąty singel w dorobku grupy, po „No Excuses” (1994), „Check My Brain”, „Your Decision” (oba z 2009) i „Hollow” (2012), uplasował się na szczycie listy Mainstream Rock Songs, publikowanej przez tygodnik „Billboard”, pozostając na najwyższej pozycji nieprzerwanie przez trzy tygodnie.

## Historia nagrywania
Zakończywszy jesienią 2010 minitournée Blackdiamondskye, promujące czwarty album studyjny Black Gives Way to Blue (2009), muzycy zrobili sobie przerwę. Sesja nagraniowa do nowej płyty została opóźniona z uwagi na konieczność poddania się przez Jerry’ego Cantrella operacji ostrogi kostnej i chrząstki prawego ramienia – muzyk podobny zabieg lewego ramienia przeszedł sześć lat wcześniej (przed zabiegiem zdążył nagrać demonstracyjną wersję „Voices”). Główny riff do „Stone” Cantrell wymyślił w trakcie rehabilitacji, lecz nie mogąc grać na gitarze, nucił go do swojego iPhone’a i opracowywał melodię. Gdy muzycy po kilku miesiącach przystąpili do sesji demo, odnalazł wspomniany riff w swych wiadomościach głosowych.

## Analiza

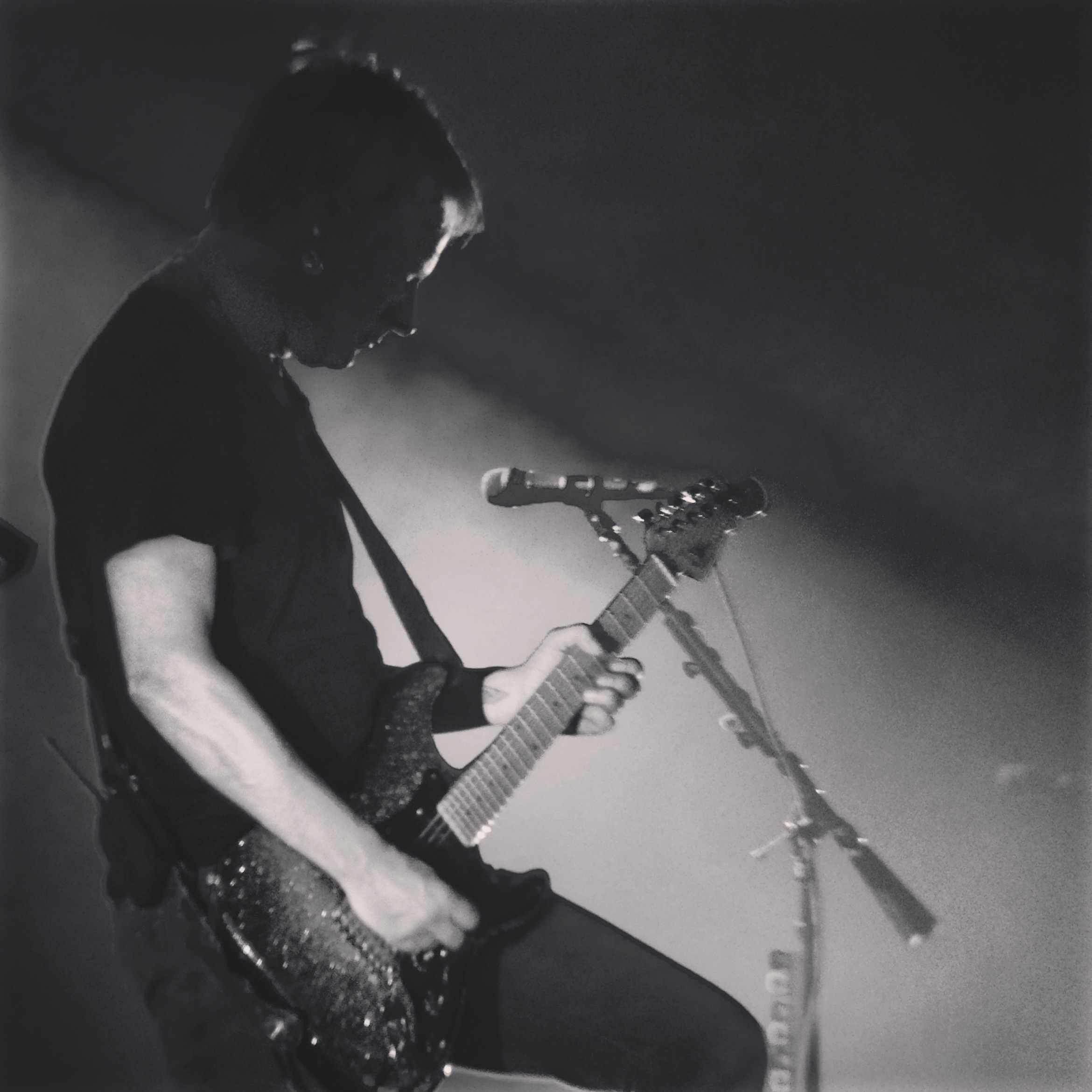
Cantrell (na zdj. w 2013) wymyślił główny riff utworu w trakcie rehabilitacji po przebytej operacji barku

William DuVall, tłumacząc znaczenie warstwy lirycznej, przyznawał w rozmowie z „Los Angeles Timesem”: „Wydaje mi się, że jest to tekst mówiący o konfrontacji błędnych wyobrażeń. Wydaje ci się, że znasz mnie? Nie, nie znasz”.
Cantrell w wywiadzie dla magazynu on-line Loudwire odniósł się do pomysłu powstania utworu oraz jego budowy: „To klasyczny utwór Alice. Pomysł na riff przyszedł mi w momencie, kiedy byłem po operacji barku i nie mogłem grać na gitarze. Ale siedział on w mojej głowie, właściwie to nuciłem go do telefonu […] To jest bardzo prosta piosenka. Niektóre proste riffy okazują się być tymi, które właśnie najbardziej przemawiają do ludzi. Podoba mi się rozwiązanie, w którym riff występuje w połączeniu z dronem”. Cechą charakteryzującą „Stone” jest ciężka, dudniąca partia basu oraz intensywne gitarowe riffy, powtarzające ten sam rodzaj struktury akordów, średnie tempo, nawiązujące do „It Ain’t Like That” z debiutanckiego albumu Facelift (1990), a także harmonie wokalne Cantrella i DuValla. Z kolei dynamika kompozycji odwołuje się do rozwiązań znanych z płyty Dirt (1992).
Zdaniem DuValla melodia do „Stone” powstała w wyniku zabawnej sytuacji: „Jerry robił sobie jakieś jaja, grając odwrotne bicie kostką na akordzie E z podciągnięciem struny G. Powiedziałem mu wtedy: «możesz to powtórzyć?»”. W rozmowie z „Total Guitar” dodał: „Numery takie jak ten, są trudne do grania i śpiewania, ale są one niczym katharsis – formą terapeutyczną”.

## Teledysk

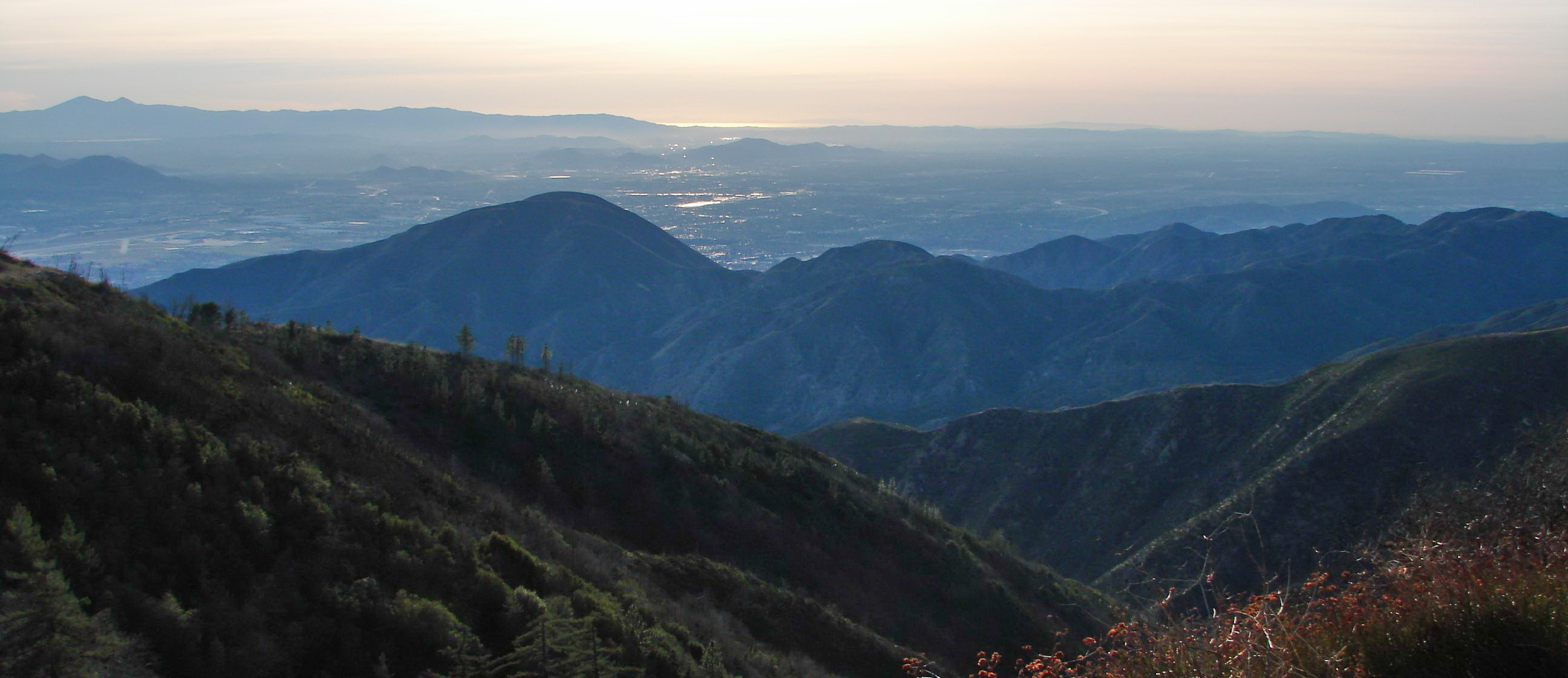
Teledysk nagrywano u podnóża gór San Bernardino w Kalifornii, a jego fabuła nawiązywała do postaci Syzyfa i mitologii greckiej

15 kwietnia 2013 udostępniono za pośrednictwem oficjalnego kanału zespołu w serwisie YouTube tzw. lyric video. Trzy dni później opublikowano teledysk, którego fabuła ukazuje muzyków grających na skalistym wzgórzu, a także ludzi niosących kamienie lub toczących przy użyciu koszy i wózków ciężkie głazy pod górę, walczących tym samym z własnymi wyzwaniami – sceny przedstawiające mężczyznę toczącego głaz pod górę są bezpośrednim nawiązaniem do eseju Mit Syzyfa (1942), jednego z najbardziej znanych dzieł francuskiego pisarza Alberta Camusa, a pomysł na fabułę teledysku zaczerpnięto z mitologii greckiej i postaci Syzyfa, którego bogowie skazali na wieczną oraz bezużyteczną pracę, polegającą na wtaczaniu na szczyt ogromnej góry wielkiego głazu, który przed wierzchołkiem wymyka mu się z rąk i stacza na sam dół zbocza.
Za reżyserię wideoklipu odpowiada Robert „Roboshobo” Schober. Zdjęcia realizowano w jednostce osadniczej Lucerne Valley w stanie Kalifornia, u podnóża gór San Bernardino. Przy okazji premiery muzycy nawiązali współpracę z serwisem Vevo. Cantrell w następujących słowach odniósł się do współpracy z „Roboshobo”: „Teledysk okazał się naprawdę fajny. Robo to zrobił, a także «Hollow», więc interesującym będzie, aby to zobaczyć. Świetnie nam się razem pracuje. To fajna piosenka i wideoklip, mimo że realizacja nie należała do najłatwiejszych, ale wyszło całkiem dobrze. Robo jest naprawdę wspaniałym człowiekiem, z którym warto pracować, i ciekawym będzie móc zobaczyć jak ludzie na to zareagują”.

## Wydanie
„Stone” był drugim, po „Hollow”, singlem promującym piąty album studyjny Alice in Chains, The Devil Put Dinosaurs Here. 25 marca 2013 na stronie wortalu Blabbermouth.net zamieszczono 90-sekundowy fragment utworu. Tego samego dnia singel premierę miał w rozgłośniach radiowych. Prócz formatu digital download ukazał się on również na tradycyjnym nośniku CD o numerze katalogowym 509999 75881 2 2, wydanym nakładem wytwórni Capitol.

## Odbiór

### Krytyczny

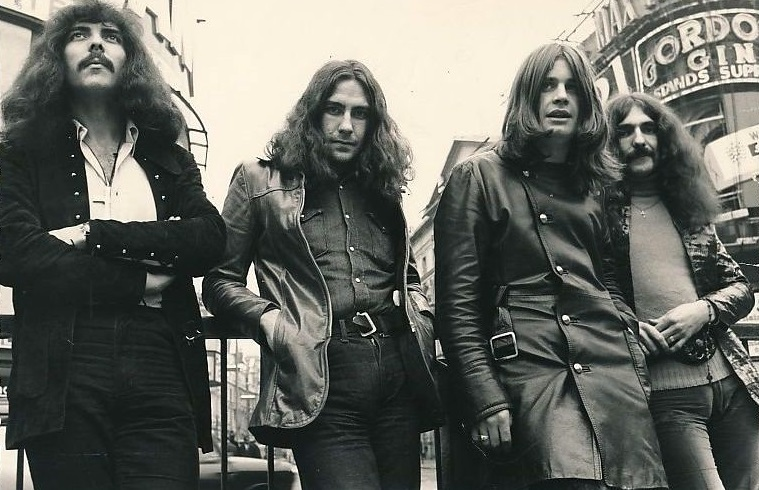
„Stone”, z uwagi na ciężkie gitarowe riffy, bywa porównywany do twórczości Black Sabbath

Graham Hartmann z Loudwire brzmienie utworu opisywał jako „mieszankę sludge metalu, jeszcze bardziej zagłębiającą się w coraz ciemniejszą i niepokojącą stronę alternatywnego rocka i atmosferycznego metalu”. Chris Schulz z „The New Zealand Herald” zwracał uwagę na zastosowanie niskiego stroju gitar, przez co „Stone” brzmi – w ocenie autora – jak „Metallica jammująca ze Stone Temple Pilots”. Barry Nicolson z „NME” wyróżniał śpiew DuValla oraz charakterystyczne riffy Cantrella, które określił mianem „megalitycznych”. Stephen M. Deusner z vortalu Pitchfork stwierdził, że „technika zbliża melodię, ale precyzyjnie oddaje nastrój. To właśnie sprawia, że drugi singel «Stone» jest tak skuteczny. Wystarczy minuta, zanim zdasz sobie sprawę, jak mądry i groźny jest jego centralny gitarowy riff lub jak przebiegle wprowadza on atmosferę subtelnej agresji”. Cole Waterman z PopMatters zwracał uwagę na charakterystyczny, falujący i ciężki wstęp na gitarze basowej oraz harmonizację linii wokalnych DuValla i Cantrella w zwrotkach i refrenach utworu. Jordan Wagner na łamach miesięcznika „Premier Guitar” wyróżniał partie gitarowe Cantrella w „Stone” i „Scalpel”, nazywając je „jednymi z najbardziej mistrzowskich dzieł gitarowych w [jego] karierze”. Kory Grow za pośrednictwem czasopisma „Revolver” przyrównywał sposób riffowania do stylu Black Sabbath. Nick Krewen z „Toronto Star” uwagę skupiał na charakterystycznym, ciężkim basie Mike’a Ineza.

### Komercyjny
18 maja „Stone” został odnotowany na 46. lokacie listy Canada Rock, opracowywanej przez magazyn „Billboard”. 13 lipca, w dziewiątym tygodniu obecności w zestawieniu, awansował na 11. pozycję. Łącznie na liście spędził siedemnaście tygodni. 8 czerwca singel zadebiutował na 45. miejscu listy „Billboardu” Hot Rock Songs. Po dwóch tygodniach, 22 czerwca uplasował się na 37. lokacie. Łącznie był notowany na wspomnianej liście przez siedem tygodni. 20 kwietnia kompozycja Alice in Chains zadebiutowała na 37. pozycji listy „Billboardu” Rock Airplay. 13 lipca, po trzynastu tygodniach, uplasowała się na 11. miejscu. „Stone” utrzymał się na liście przez okres dwudziestu tygodni. 19 kwietnia zadebiutował on na 34. pozycji listy przebojów Programu Trzeciego. W trzynastym i osiemnastym tygodniu pobytu w zestawieniu, był notowany na 15. lokacie. Został on także odnotowany na liście Mainstream Rock Songs „Billboardu”, debiutując 13 kwietnia na 31. miejscu. 22 czerwca – po jedenastu tygodniach obecności w zestawieniu – uplasował się jako piąty utwór w dorobku zespołu – po „No Excuses” (1994), „Check My Brain”, „Your Decision” (2009) i „Hollow” (2012) – na 1. pozycji, pozostając na niej do 6 lipca.
W końcoworocznym podsumowaniu zestawienia Rock Airplay, opracowywanego przez „Billboard”, zajął 42. miejsce.

### Wykorzystanie utworu
W kwietniu 2013 fragment utworu zaprezentowano w krótkometrażowym mockumencie parodystycznym AIC 23 (reż. Peter Darley Miller), zrealizowanym w celach promujących album The Devil Put Dinosaurs Here. „Stone” został wykorzystany także w muzycznej grze komputerowej Rocksmith 2014, wydanej 22 października 2013 przez Ubisoft. W 2015 kompozycję Alice in Chains użyto w grze Guitar Hero Live.

### Zestawienia
W 2019 magazyn „Guitar World” sklasyfikował riff z utworu „Stone” na 16. miejscu w rankingu „20 najlepszych riffów gitarowych dekady”. W uzasadnieniu Jonathan Horsley pisał, że „wygięcie struny wyciąga publiczność ze strefy komfortu”. Autor listy podkreślał szorstkość utworu oraz jego dręczący i żałobny charakter. Jak twierdził: „Do diabła, to brzmi, jakby ktoś cierpiał, dinozaur z kostnym ciosem w boku. Ale w tym się specjalizuje AIC [Alice in Chains], tworząc bestialskie momenty i rozwiązując je w chórze. To musi być jeden z najbardziej satysfakcjonujących riffów do grania, a im głośniej, tym lepiej”.
| Rok  | Tytuł                                     | Publikacja     | Pozycja | Źródło |
| ---- | ----------------------------------------- | -------------- | ------- | ------ |
| 2019 | „20 najlepszych riffów gitarowych dekady” | „Guitar World” | 16      | [ 46 ] |

## Utwór na koncertach

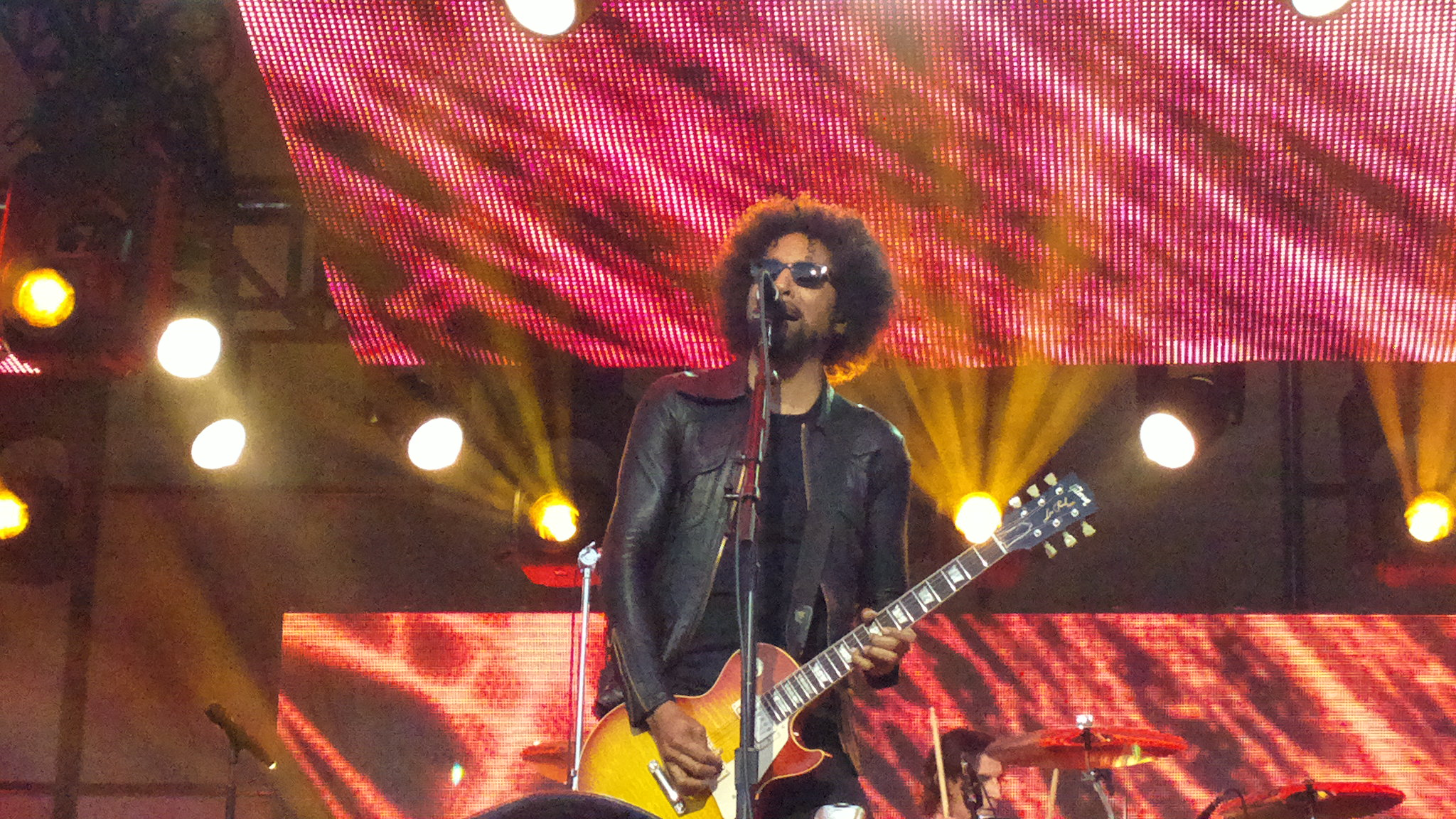
William DuVall wykonujący „Stone” w Jimmy Kimmel Live! (2013)

„Stone” został premierowo wykonany przez zespół 10 kwietnia 2013 w trakcie występu w programie telewizyjnym Jimmy Kimmel Live! stacji ABC w Los Angeles z okazji zbliżającej się premiery piątego albumu studyjnego. Podczas wspomnianego minikoncertu muzycy zagrali również „Hollow”, „Man in the Box”, „Your Decision” oraz „Them Bones”. Utwór był regularnie prezentowany w trakcie trwania trasy The Devil Put Dinosaurs Here Tour (2013–2014). 3 sierpnia 2014 członkowie zespołu wystąpili w  jednym z odcinków 8. sezonu programu telewizyjnego Guitar Center Sessions – przygotowanego przez największego detalistę instrumentów i sprzętu Guitar Center oraz amerykańską platformę cyfrową DirecTV. Z nowej płyty zagrali „Stone” i „Choke”.
Utwór regularnie pojawiał się również w setlistach w ramach tras 2015 North American Tour, 2016 North American Tour, 2018 Tour i Rainier Fog Tour (2018–2019).

## Lista utworów na singlu
singel CD (509999 75881 2 2):
| Nr | Tytuł utworu | Autorzy        | Długość |
| -- | ------------ | -------------- | ------- |
| 1. | „Stone”      | Jerry Cantrell | 4:22    |

## Personel
Opracowano na podstawie materiału źródłowego:
| Alice in Chains - William DuVall – śpiew, gitara rytmiczna, wokal wspierający - Jerry Cantrell – śpiew, gitara prowadząca - Mike Inez – gitara basowa - Sean Kinney – perkusja | Produkcja - Producent muzyczny: Nick Raskulinecz - Inżynier dźwięku: Paul Figueroa - Mastering: Ted Jensen w Sterling Sound, Nowy Jork - Miksowanie: Randy Staub w Henson Recording Studios, Los Angeles |

## Notowania
| Lista (2013)                                 | Pozycja |
| -------------------------------------------- | ------- |
| Billboard Canada Rock (Stany Zjednoczone)    | 11      |
| Billboard Hot Rock Songs (Stany Zjednoczone) | 37      |
| Billboard Rock Airplay (Stany Zjednoczone)   | 11      |
| Lista przebojów Programu Trzeciego (Polska)  | 15      |
| Mainstream Rock Songs (Stany Zjednoczone)    | 1       |

### Notowania końcoworoczne
| Lista (2013)                               | Pozycja |
| ------------------------------------------ | ------- |
| Billboard Rock Airplay (Stany Zjednoczone) | 42      |